# Спеллинг, Аарон
Аарон Спеллинг (англ. Aaron Spelling; 22 апреля 1923, Даллас, Техас, США — 23 июня 2006, Лос-Анджелес, Калифорния, США) — американский телевизионный продюсер и режиссёр более 70 телесериалов, 140 фильмов и театральных спектаклей, занесён в книгу рекордов Гиннесса дважды: как «самый результативный продюсер всех времён и народов» и как «обладатель самого большого дома в мире» (123 комнаты, 3390 м²).

## Биография
Родился в Далласе, штат Техас, в бедной семье эмигрантов из Польши. Его отец был портным и едва мог прокормить семью из шести человек.
В восемь лет из-за травли одноклассников со Спеллингом случился нервный срыв, в результате которого он на время потерял возможность ходить. В течение года, пока Аарон оставался прикованным к кровати, он оттачивал свое мастерство рассказчика, читая произведения Марка Твена, О. Генри и других писателей. В подростковые годы учился в государственной школе Forest Avenue High (англ.) (ныне - James Madison High School). С 1942 по 1945 годы служил лётчиком ВВС США во время Второй мировой войны. После – поступил в Далласе в Southern Methodist University (англ.), который окончил со степенью бакалавра искусств (гуманитарных наук) .
Окончив университет, Спеллинг отправился в Нью-Йорк, где безуспешно искал работу в качестве актёра или писателя. В 1953 году после женитьбы на актрисе Кэролин Джонс вместе с ней перебрался в Калифорнию. Там он начал работу в качестве сценариста и продал в 1955 NBC свой первый сценарий для популярного телешоу «Jane Wyman Presents The Fireside Theatre (англ.)» (транслировалось с 1949 до 1958). Далее он писал для разных телевизионных шоу, включая «Playhouse 90» (1956), а после выхода его первого пилота – стал продюсером в компании актёра и продюсера Дика Пауэлла Four Star Productions. После смерти Пауэлла Спеллинга пригласил к себе телевизионный магнат Дэнни Томас, с которым они вскоре стали партнёрами и открыли компанию «Thomas-Spelling Productions». В 1968 году Аарон спродюсировал успешный сериал «The Mod Squad» (англ.).
В 1972 он решил основать собственную фирму «Aaron Spelling Productions», которая с приходом Леонарда Голдберга была преобразована в «Spelling-Goldberg Productions», стала в 1986 году публичной и через некоторое время была реорганизована в «Spelling Entertainment, Inc». В 1995 Спеллинг занял там кресло вице-председателя и председателя дочерней компании Spelling Television.
«Spelling Entertainment» владеет компаниями «World Vision», «Hamilton Projects» (занимается мерчандайзингом для Spelling shows) и «Republic Pictures». Она также владеет компанией-разработчиком программного обеспечения под названием «Virgin Interactive». Главный офис расположен в Лос-Анджелесе, Калифорния .
После удачного дебюта «The Mod Squad (англ.)» на телевидении стартовали другие сериалы Спеллинга – «S.W.A.T.» (1975-1976), «Ангелы Чарли» (1976-1981), которые сделали сценариста известным в Америке.
На счету Спеллинга сценарии к сериалам «Династия» («Dynasty», 1981—1989), «Беверли Хиллз 90210» («Beverly Hills, 90210», 1990—2000), «Мелроуз Плейс» («Melrose Place», 1992—1999), «Твин Пикс» («Twin Peaks», 1990—1991), «Зачарованные» («Charmed», 1998—2006), «Любовь и тайны Сансет Бич» («Sunset Beach», 1997—1999), «Саванна» («Savannah», 1996—1997) — в общей сложности около 3800 телевизионных эпизодов, а также несколько театральных постановок и более 140 телефильмов.

### Личная жизнь
С 1953 по 1964 годы был женат на актрисе Кэролин Джонс. В 1968 году женился на Кэнди Марер. В этом браке у него родилось двое детей: Тори и Рэнди Спэлинг.

### Апартаменты
Дом Спеллинга расположен в одном из престижных районов Лос-Анджелеса — Холмби-Хиллз, содержит 123 комнаты (с отдельным крылом под гардероб жены), занимает площадь 3390 м². На территории участка расположены: бассейн, зал для игры в боулинг, гимнастический зал, 8 гаражей, кинотеатр, каток, музей кукол, 4 бара, 3 кухни, сады, театр, 12 фонтанов и зал для подарков. На все обвинения в кичливости в свой адрес глава телевизионной империи невозмутимо отвечал, что богатство он заслужил упорным трудом и не собирается скрывать его в угоду «странной новой морали» и корректности любого толка.

## Достижения
Спеллинг первым из продюсеров попал в «Музей радио- и телевещания» и получил премию «Lifetime achievement award» от «People’s choice awards». Кроме того, он 5 раз номинировался и дважды получил Прайм-таймовую премия «Эмми» (Primetime Emmy). Также награждён «Television academy of arts & sciences», «The writer’s guild of America», «The NATPE lifetime achievement award» и множеством других теле- и кинонаград .
Получил прозвище «Star maker» («звездодел»), т.к. некоторые актёры, снимавшиеся в его сериалах, со временем становились звёздами американского кинематографа (Ник Нолти, Джон Траволта, Алиса Милано, Кристин Дэвис). Спэллинг оказал большое влияние на карьеру Даррена Стара, автора идеи телесериала «Секс в большом городе» («Sex and the City», 1998—2004).
Активно способствовал актёрским карьерам собственных детей: Рэндала и Тори. Благодаря ему и его сериалам Америка знает их как популярных актёров.
В одном из своих интервью Аарон Спеллинг предположил, что на его надгробном камне будет высечено: «Отец Тори, муж Кэнди, продюсер „Ангелов Чарли“» — эти три пункта он сам считал главными достижениями своей бурной и долгой жизни.

## Смерть
Умер 23 июня 2006 года от инсульта.

## Наиболее известные сериалы Спеллинга
| Русское название            | Оригинальное название                  | На экранах |
| --------------------------- | -------------------------------------- | ---------- |
|                             | «The Mod Squad» (англ.)                | 1968-1973  |
| «Спецназ»                   | «S.W.A.T.» (англ.)                     | 1975-1976  |
| «Ангелы Чарли»              | «Charlie’s Angels» (англ.)             | 1976-1981  |
| «Династия»                  | «Dynasty» (англ.)                      | 1981-1989  |
| «Отель»                     | «Hotel» (англ.)                        | 1983-1988  |
| «Династия 2: Семья Колби»   | «The Colbys» (англ.)                   | 1985-1987  |
| «Беверли Хиллз 90210»       | «Beverly Hills, 90210» (англ.)         | 1990-2000  |
| «Мелроуз Плейс»             | «Melrose Place» (англ.)                | 1992-1999  |
| «Твин Пикс»                 | «Twin Peaks» (англ.)                   | 1990-1991  |
| «Агентство моделей»         | «Models Inc.» (англ.)                  | 1994-1995  |
| «Саванна»                   | «Savannah» (англ.)                     | 1996-1997  |
| «Седьмое небо»              | «7th Heaven» (англ.)                   | 1996-2006  |
| «Пасифик Палисейдс»         | «Pacific Palisades» (англ.)            | 1997       |
| «Любовь и тайны Сансет Бич» | «Sunset Beach» (англ.)                 | 1997-1999  |
| «Лодка любви. Новая волна»  | «The Love Boat: The Next Wave» (англ.) | 1998-1999  |
| «Зачарованные»              | «Charmed» (англ.)                      | 1998-2006  |
| «Титаны»                    | «Titans» (англ.)                       | 2000       |